# Dicranomyia thioptera
Dicranomyia thioptera är en tvåvingeart som först beskrevs av Alexander 1941.  Dicranomyia thioptera ingår i släktet Dicranomyia och familjen småharkrankar.
Artens utbredningsområde är Ecuador. Inga underarter finns listade i Catalogue of Life.